# Septillo

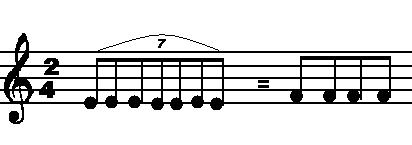
Septillo de corcheas que igualan cuatro corcheas.

En música, el septillo es un grupo de valoración especial formado por siete notas musicales iguales, que pueden equivaler a cuatro, seis u ocho de igual figura musical. Se deben ejecutar a la velocidad necesaria para no alterar el movimiento del compás al que pertenecen.
Ejemplo: septillo de siete corcheas en un 2/4 equivaldría a cuatro corcheas. (Dibujo derecha)